# Малайзия на летних Олимпийских играх 2000
Малайзия принимала участие в Летних Олимпийских играх 2000 года в Сиднее (Австралия) в девятый раз за свою историю, но не завоевала ни одной медали. Сборную страны представляли 40 участников, из которых 8 женщин.

## Состав Олимпийской сборной Малайзии

### Плавание
Спортсменов — 7
В следующий раунд на каждой дистанции проходили лучшие спортсмены по времени, независимо от места занятого в своём заплыве.
Мужчины
| Спортсмен                       | Соревнование        | Предварительные заплывы | Предварительные заплывы | Полуфиналы | Полуфиналы | Финал     | Финал     |
| Спортсмен                       | Соревнование        | Результат               | Место                   | Результат  | Место      | Результат | Место     |
| ------------------------------- | ------------------- | ----------------------- | ----------------------- | ---------- | ---------- | --------- | --------- |
| Аллен Онг Хоуминг               | 200 м вольный стиль | 1:54,53                 | 37                      | Не прошёл  | Не прошёл  | Не прошёл | Не прошёл |
| Дьюн Мангган                    | 400 м вольный стиль | 4:03,77                 | 43                      |            |            | Не прошёл | Не прошёл |
| Алекс Линь Цзинле (Лим Кэнглят) | 100 м на спине      | 56,81                   | 27                      | Не прошёл  | Не прошёл  | Не прошёл | Не прошёл |
| Элвин Чя Цхуньтхау              | 100 м брасс         | 1:02,81                 | 19                      | Не прошёл  | Не прошёл  | Не прошёл | Не прошёл |
| Ван Азлан Абдулла               | 400 м комплекс      | 4:36,90                 | 41                      |            |            | Не прошёл | Не прошёл |

Женщины
| Спортсменка | Соревнование   | Предварительные заплывы | Предварительные заплывы | Полуфиналы | Полуфиналы | Финал     | Финал     |
| Спортсменка | Соревнование   | Результат               | Место                   | Результат  | Место      | Результат | Место     |
| ----------- | -------------- | ----------------------- | ----------------------- | ---------- | ---------- | --------- | --------- |
| Сиу Итин    | 100 м брасс    | 1:13,92                 | 32                      | Не прошла  | Не прошла  | Не прошла | Не прошла |
| Ся Вай Йень | 400 м комплекс | 4:59,18                 | 25                      |            |            | Не прошла | Не прошла |

### Прыжки в воду
Спортсменов — 3
В индивидуальных прыжках в предварительных раундах складывались результаты квалификации и полуфинальных прыжков. По их результатам в финал проходило 12 спортсменов. В финале они начинали с результатами полуфинальных прыжков.
Мужчины
| Спортсмен             | Соревнование | Квалификация | Квалификация | Полуфинал | Полуфинал | Всего     | Финал     | Финал     | Всего  | Место |
| Спортсмен             | Соревнование | Очков        | Место        | Очков     | Место     | Всего     | Очков     | Место     | Всего  | Место |
| --------------------- | ------------ | ------------ | ------------ | --------- | --------- | --------- | --------- | --------- | ------ | ----- |
| Ян (Ё) Гэньни         | трамплин     | 364,38       | 22           | Не прошёл | Не прошёл | Не прошёл | Не прошёл | Не прошёл | 364,38 | 22    |
| Ян (Ё) Гэньни         | вышка        | 361,86       | 24           | Не прошёл | Не прошёл | Не прошёл | Не прошёл | Не прошёл | 361,86 | 24    |
| Мохаммед Азрин Бахари | вышка        | 342,24       | 25           | Не прошёл | Не прошёл | Не прошёл | Не прошёл | Не прошёл | 342,24 | 25    |

Женщины
| Спортсмен              | Соревнование | Квалификация | Квалификация | Полуфинал | Полуфинал | Всего     | Финал     | Финал     | Всего  | Место |
| Спортсмен              | Соревнование | Очков        | Место        | Очков     | Место     | Всего     | Очков     | Место     | Всего  | Место |
| ---------------------- | ------------ | ------------ | ------------ | --------- | --------- | --------- | --------- | --------- | ------ | ----- |
| Лян Миньюй (Лён Маньи) | трамплин     | 186,51       | 39           | Не прошла | Не прошла | Не прошла | Не прошла | Не прошла | 186,51 | 39    |
| Лян Миньюй (Лён Маньи) | вышка        | 227,28       | 34           | Не прошла | Не прошла | Не прошла | Не прошла | Не прошла | 227,28 | 34    |

### Стрельба
Спортсменов — 1
После квалификации лучшие спортсмены по очкам проходили в финал, где продолжали с очками, набранными в квалификации. В некоторых дисциплинах квалификация не проводилась. Там спортсмены выявляли сильнейшего в один раунд.
Женщины
| Спортсмен      | Соревнование   | Квалификация | Место | Финал     | Место     | Всего | Место |
| -------------- | -------------- | ------------ | ----- | --------- | --------- | ----- | ----- |
| Ирина Махарани | Пистолет, 10 м | 373          | 32    | Не прошла | Не прошла | 373   | 32    |